# Ieixivà Mir (Belarús)
La Yeshivá Mir (en rus: Ешива Мир) va ser fundada a la petita ciutat belarussa de Mir, situada en l'actual Belarús en 1817 (llavors Mir formava part de l'Imperi Rus) pel Rabí Shmuel Tiktinsky. Després de la seva mort, el seu fill major, el Rabí Avraham Tiktinsky, va ser nomenat director de la ieixivà (Roix ieixivà). Després de diversos anys, el Rabí Avraham va morir, i el seu germà menor, el Rabí Chaim Leib Tiktinsky, el va succeir.

## Primera Guerra Mundial
El Rabí Chaim Leib va romandre com Roix ieixivà durant moltes dècades El va succeir el seu fill, el Rabí Avrohom Tiktinsky, qui va portar al Rabí Eliyahu Boruch Kamai a la ieixivà. L'any 1903 la filla del Rabí Kamai es va casar amb el Rabí Eliezer Yehuda Finkel (també anomenat Rabi Leizer Yudel), el fill del Rabí Nosson Tzvi Finkel (l’Alter Rebe de Slabodka), qui amb el temps es va convertir en el director de la Ieixivà Mir. La ieixivà va romandre en aquell indret fins a 1914. Amb l'esclat de la Primera Guerra Mundial, la ieixivà es va traslladar a Poltava, Ucraïna. En 1921 la ieixivà va tornar a les seves instal·lacions originals a Mir.

## Segona Guerra Mundial
La ieixivà va romandre a Mir fins que l'Alemanya nazi va envair Polònia en 1939, marcant el començament de l'Holocaust jueu. Encara que molts dels estudiants nascuts a l'estranger se'n van anar quan l'Exèrcit soviètic va envair Polònia per l'est, la ieixivà va seguir funcionant, encara que a una escala reduïda, fins que l'Exèrcit nazi que s'acostava, va fer que els líders de la ieixivà traslladessin a tota la comunitat a la ciutat de Keidan, situada a Lituània.
En aquella mateixa època, el Rabí Eliezer Yehuda Finkel, va viatjar a Palestina per obtenir vises per als seus estudiants, i restablir la ieixivà en Eretz Israel, però aquests plans van ser interromputs per l'esclat de la Segona Guerra Mundial. En 1944, el Rabí Finkel va obrir una sucursal de la ieixivà a la ciutat santa de Jerusalem amb tan sols 10 estudiants, entre ells estava el Rabí Yudel Shapiro (qui més tard seria el director del col·legi Chazon Ish), el Rabí Chaim Brim, (qui més tard seria el Roix ieixivà de Rizhn-Boyan) i el Rabí Chaim Greineman.
Mentre els exèrcits nazis seguien avançant cap a l'est, els estudiants de la ieixivà van fugir a la República de la Xina, a la ciutat costanera de Xangai, que llavors estava controlada per l'Imperi Japonès, i van romandre en aquell indret fins al final de la Segona Guerra Mundial.
La història de la fugida al Llunyà Orient de la Ieixivà Mir, juntament amb milers d'altres refugiats jueus durant la Segona Guerra Mundial, gràcies en gran part als visats expedits pel cònsol general japonès a Lituània, Chiune Sugihara, ha estat objecte de diversos llibres i pel·lícules.
Després de la guerra, la majoria dels refugiats jueus del gueto de Xangai, van marxar a Palestina i als Estats Units d'Amèrica. Entre ells hi havia supervivents de la Ieixivà Mir, molts d'ells es van reincorporar a la ieixivà més tard a Jerusalem.